# Galaxea cryptoramosa
Galaxea cryptoramosa là một loài san hô trong họ Oculinidae. Loài này được Fenner & Veron mô tả khoa học năm 2000.